# 5484 Інода
5484 Інода (5484 Inoda) — астероїд головного поясу, відкритий 7 листопада 1990 року.
Тіссеранів параметр щодо Юпітера — 3,472.